# NGC 4405
NGC 4405 (również IC 788, PGC 40643 lub UGC 7529) – galaktyka spiralna (S0-a), znajdująca się w gwiazdozbiorze Warkocza Bereniki. Odkrył ją William Herschel 21 marca 1784 roku. Należy do Gromady w Pannie.